# InterLiga 2005
La InterLiga 2005 fue la segunda edición del torneo, el cual reparte los últimos dos cupos de equipos mexicanos a la Copa Libertadores 2005.
El lugar de México 1 lo disputó el campeón del Apertura 2003 Pachuca  y el campeón del Clausura 2003 Monterrey debido a que UNAM, a pesar de tener el mejor puntaje de la clasificación 2003/04; no podría participar en la Copa Libertadores por haber conseguido ambos títulos del Clausura 2004 y Apertura 2004 automáticamente acceder a la Copa de Campeones de la Concacaf 2005 impidiendo su participación el torneo sudamericano; así que se otorgó que el puesto lo disputarán al campeón del Apertura 2003 Pachuca y al campeón del Clausura 2003 Monterrey,  ambos ya habían concluido su participación en la Copa de Campeones de la Concacaf 2004. El ganador de la serie se une a la fase de grupos Copa Libertadores 2005.
Si Monterrey no lograba ganar la Serie de México 1, no podría acceder al InterLiga, ya que no cuenta con la cantidad de puntos necesaria en la Clasificación General de 2003/2004, y si Pachuca llegara a perder accede al Grupo A del InterLiga ya que se encontraba en 4° Lugar General en la Clasificación General de 2003/2004 y a su vez el 3° elegible para el InterLiga debido a que Pumas UNAM no podría ser considerado para la Copa Libertadores.

## México 1
| Fecha                                            | Equipos             | Resultado | Estadio     | Ciudad                |
| ------------------------------------------------ | ------------------- | --------- | ----------- | --------------------- |
| 22 de septiembre de 2004                         | Monterrey - Pachuca | 1 - 2     | Tecnológico | Monterrey, Nuevo Leon |
| 27 de octubre de 2004                            | Pachuca - Monterrey | 2 - 1     | Hidalgo     | Pachuca, Hidalgo      |
| Pachuca ganó la serie con marcador global de 4-2 |                     |           |             |                       |

## Clasificación Final 2003-04
| Po. | Equipo      | Jj | Jg | Je | Jp | GF | GC | Dif | Pts |                                   |
| --- | ----------- | -- | -- | -- | -- | -- | -- | --- | --- | --------------------------------- |
| 1   | UNAM        | 38 | 23 | 10 | 5  | 76 | 42 | 34  | 79  | Copa Concacaf 2005                |
| 2   | Guadalajara | 38 | 19 | 6  | 13 | 60 | 51 | 9   | 63  |                                   |
| 3   | Chiapas     | 38 | 17 | 12 | 9  | 56 | 54 | 2   | 63  |                                   |
| 4   | Pachuca     | 38 | 16 | 14 | 8  | 60 | 52 | 8   | 62  | Copa Libertadores 2005 (México 1) |
| 5   | UANL        | 38 | 17 | 10 | 11 | 75 | 59 | 16  | 61  |                                   |
| 6   | América     | 38 | 17 | 9  | 12 | 68 | 53 | 15  | 60  |                                   |
| 7   | Atlante     | 38 | 15 | 13 | 10 | 61 | 47 | 14  | 58  |                                   |
| 8   | Toluca      | 38 | 16 | 9  | 13 | 64 | 49 | 15  | 57  |                                   |
| 9   | Santos      | 38 | 14 | 10 | 14 | 72 | 59 | 13  | 52  |                                   |
| 10  | Necaxa      | 38 | 12 | 15 | 11 | 45 | 44 | 1   | 51  |                                   |

### Equipos Calificados
Monterrey se colocó en el Grupo A pero al convertirse en subcampeón en el torneo Apertura 2004 tuvo que asistir a la Copa de Campeones CONCACAF por lo que su lugar fue tomado por el Santos.
Pachuca terminó clasificado en la cuarta posición pero obtuvo el pase la Copa Libertadores 2005 por lo que su lugar fue tomado por el Necaxa.
| Grupo A     |  | Grupo B |
| ----------- |  | ------- |
| Guadalajara |  | Chiapas |
| UANL        |  | América |
| Atlante     |  | Toluca  |
| Santos      |  | Necaxa  |

| Guadalajara: 2.ª participación (2.ª en fila desde 2004) | Chiapas: 1.ª participación                          |
| UANL: 2.ª participación (2.ª en fila desde 2004)        | América: 2.ª participación (2.ª en fila desde 2004) |
| Atlante: 2.ª participación (2ª en fila desde 2004)      | Toluca: 2.ª participación (2.ª en fila desde 2004)  |
| Santos: 2.ª participación (2.ª en fila desde 2004)      | Necaxa: 1.ª participación                           |

## Sedes
| Sede                 | Estadio           | Capacidad | Fase    |
| -------------------- | ----------------- | --------- | ------- |
| San Antonio, Texas   | Alamodome         | 65,000    | Grupos  |
| Phoenix, Arizona     | Bank One Ballpark | 48,569    | Grupos  |
| Dallas, Texas        | Cotton Bowl       | 92,100    | Grupos  |
| Carson, California   | Home Depot Center | 27,000    | Grupos  |
| San José, California | Spartan Stadium   | 30,456    | Grupos  |
| Houston, Texas       | Reliant Stadium   | 69,500    | Finales |

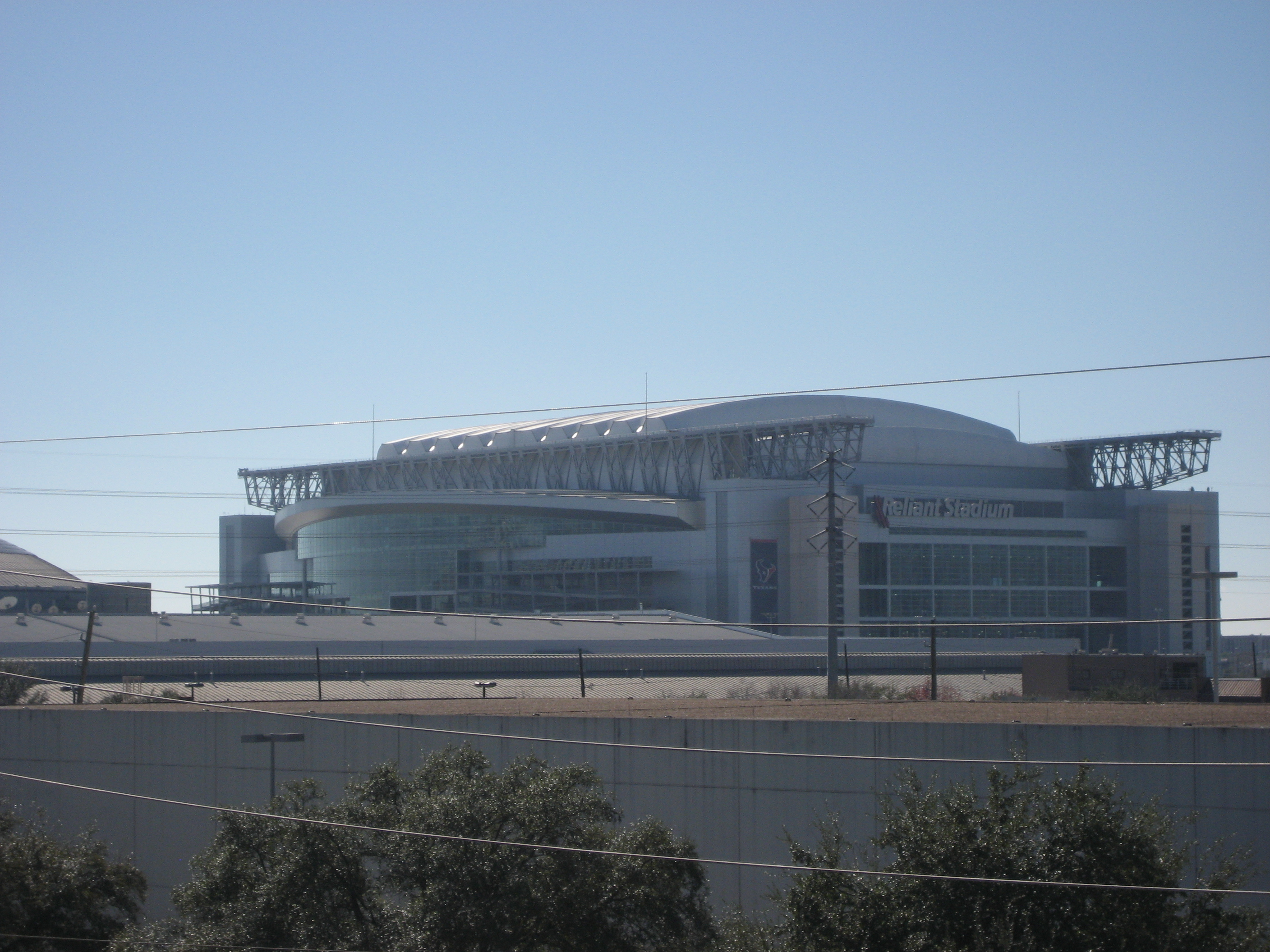
Reliant Stadium

## Resultados

### Grupo A
| Po. | Equipo      | Jj | Jg | Je | Jp | GF | GC | Dif | Pts |
| --- | ----------- | -- | -- | -- | -- | -- | -- | --- | --- |
| 1   | UANL        | 3  | 2  | 0  | 1  | 6  | 5  | 1   | 6   |
| 2   | Guadalajara | 3  | 1  | 2  | 0  | 5  | 4  | 1   | 5   |
| 3   | Atlante     | 3  | 0  | 2  | 1  | 8  | 9  | -1  | 2   |
| 4   | Santos      | 3  | 0  | 2  | 1  | 8  | 9  | -1  | 2   |

| 2 de enero de 2005 | Guadalajara                     | 1:1 (0:0) | Santos                | Estadio Bank One Ballpark, Phoenix, Arizona |                              |
|                    | Jorge Campos Valadez 62' (a.g.) | Reporte   | Héctor Altamirano 63' | Árbitro(s): Baldomero Toledo                | Árbitro(s): Baldomero Toledo |

| 2 de enero de 2005 | Tigres                | 2:1 (1:1) | Atlante               | Estadio Bank One Ballpark, Phoenix, Arizona |                         |
|                    | Irenio Soares 15' 57' | Reporte   | Horacio Cervantes 31' | Árbitro(s): Kevin Stott                     | Árbitro(s): Kevin Stott |

| 5 de enero de 2005 | Santos                                                      | 3:4 (0:2) | Tigres                                          | Spartan Stadium, San José, California |  |
|                    | Rodrigo Ruiz 50' · Matías Vuoso 74' · Héctor Altamirano 86' | Reporte   | Javier Saavedra 16' 22' 66' · Irenio Soares 63' |                                       |  |

| 5 de enero de 2005 | Atlante                                                         | 3:3 (1:1) | Guadalajara                                                  | Spartan Stadium, San José, California |                        |
|                    | Osvaldo Lucas 31' · Carlos Salcido 66' (a.g.) · Diego Garay 73' | Reporte   | Adolfo Bautista 45' · Héctor Reynoso 56' · Ramón Morales 83' | Árbitro(s): Brian Hall                | Árbitro(s): Brian Hall |

| 8 de enero de 2005 | Atlante                                                      | 4:4 (3:1) | Santos                                                                    | The Home Depot Center, Carson, California |                                |
|                    | Patricio Galaz 7' 35' · Carlos Ramírez 10' · Diego Garay 80' | Reporte   | Jorge Campos Valadez 7' 90+3' · Gerado Espinoza 68' · Rogelio López 90+2' | Árbitro(s): Ricardo Valenzuela            | Árbitro(s): Ricardo Valenzuela |

| 8 de enero de 2005 | Guadalajara    | 1:0 (1:0) | Tigres | The Home Depot Center, Carson, California |                             |
|                    | Omar Bravo 37' | Reporte   |        | Árbitro(s): Michael Kennedy               | Árbitro(s): Michael Kennedy |

### Grupo B
| Po. | Equipo  | Jj | Jg | Je | Jp | GF | GC | Dif | Pts |
| --- | ------- | -- | -- | -- | -- | -- | -- | --- | --- |
| 1   | Chiapas | 3  | 2  | 0  | 1  | 7  | 3  | 4   | 6   |
| 2   | Toluca  | 3  | 2  | 0  | 1  | 5  | 3  | 2   | 6   |
| 3   | América | 3  | 1  | 1  | 1  | 5  | 5  | 0   | 4   |
| 4   | Necaxa  | 3  | 0  | 1  | 2  | 2  | 8  | -6  | 1   |

| Fecha              | Equipos           | Resultado | Estadio               | Ciudad             |
| ------------------ | ----------------- | --------- | --------------------- | ------------------ |
| 2 de enero de 2005 | Necaxa - Chiapas  | 0 - 4     | The Home Depot Center | Carson, California |
| 2 de enero de 2005 | América - Toluca  | 1 - 2     | The Home Depot Center | Carson, California |
| 6 de enero de 2005 | Toluca - Necaxa   | 2 - 0     | Alamodome             | San Antonio, Texas |
| 6 de enero de 2005 | Chiapas - América | 1 - 2     | Alamodome             | San Antonio, Texas |
| 9 de enero de 2005 | América - Necaxa  | 2 - 2     | Cotton Bowl           | Dallas, Texas      |
| 9 de enero de 2005 | Toluca - Chiapas  | 1 - 2     | Cotton Bowl           | Dallas, Texas      |

### Finales
| Fecha                                                                          | Equipos               | Resultado | Estadio         | Ciudad         |
| ------------------------------------------------------------------------------ | --------------------- | --------- | --------------- | -------------- |
| 12 de enero de 2005                                                            | Guadalajara - Chiapas | 1 - 1     | Reliant Stadium | Houston, Texas |
| Guadalajara gana en serie de penales 5-3. Califica a la Copa Libertadores 2005 |                       |           |                 |                |

| Fecha                                     | Equipos       | Resultado | Estadio         | Ciudad         |
| ----------------------------------------- | ------------- | --------- | --------------- | -------------- |
| 12 de enero de 2005                       | UANL - Toluca | 2 - 0     | Reliant Stadium | Houston, Texas |
| UANL califica a la Copa Libertadores 2005 |               |           |                 |                |

El ganador de la Final 2 toma el lugar de México 3, el ganador de la Final 1 es considerado campeón de la InterLiga y toma el lugar de México 2.
Campeón
UANL

## Estadísticas
| Po. | Equipo       | Jj | Jg | Je | Jp | GF | GC | Dif | Pts |
| --- | ------------ | -- | -- | -- | -- | -- | -- | --- | --- |
| 1   | Tigres*      | 4  | 3  | 0  | 1  | 8  | 5  | 3   | 9   |
| 2   | Guadalajara* | 4  | 2  | 2  | 0  | 6  | 5  | 1   | 8   |
| 3   | Chiapas      | 4  | 2  | 0  | 2  | 8  | 4  | 4   | 6   |
| 4   | Toluca       | 4  | 2  | 0  | 2  | 5  | 5  | 0   | 6   |
| 5   | América      | 3  | 1  | 1  | 1  | 5  | 5  | 0   | 4   |
| 6   | Santos       | 3  | 0  | 2  | 1  | 8  | 9  | -1  | 2   |
| 7   | Atlante      | 3  | 0  | 2  | 1  | 8  | 9  | -1  | 2   |
| 8   | Necaxa       | 3  | 0  | 1  | 2  | 2  | 8  | -6  | 1   |

*: Calificados a la Copa Libertadores 2005.

## Goleadores
3 goles

 Irenio Soares-UANL

 Javier Saavedra-UANL

2 goles

 José Saturnino Cardozo-Toluca

 Sebastiao Pereira-Chiapas

 Diego Garay-Atlante

 Patricio Galaz-Atlante

 Héctor Altamirano-Santos

 Jorge Campos Valadez-Santos

1 gol

 Rodrigo Ruiz-Santos

 Vicente Matias Vuoso-Santos

 Gerado Espinoza-Santos

 Rogelio López-Santos